# Campeonato Mundial de Natação em Piscina Curta de 2016 - 800 m livre feminino
A prova dos 800 metros nado livre feminino do Campeonato Mundial de Natação em Piscina Curta de 2016 foi disputado entre os dias  7 e 8 de agosto no Centro WFCU em Windsor, Canadá.

## Recordes
Antes desta competição, os recordes mundiais e do campeonato nesta prova eram os seguintes:
|                       | Nome            | Nacionalidade | Tempo   | Local  | Data                  |
| --------------------- | --------------- | ------------- | ------- | ------ | --------------------- |
| Recorde mundial       | Mireia Belmonte | Espanha       | 7:59.34 | Berlim | 10 de agosto de 2013  |
| Recorde do campeonato | Mireia Belmonte | Espanha       | 8:03.41 | Doha   | 4 de dezembro de 2014 |

## Medalhistas
| Ouro             | Prata                 | Bronze               |
| Leah Smith (USA) | Ashley Twichell (RUS) | Kiah Melverton (AUS) |

## Resultados

### Eliminatórias
As eliminatórias ocorreram dia 7 de dezembro com um total de 34 nadadoras.  
| Colocação | Bateria | Raia | Nome                     | Nacionalidade        | Tempo      | Notas |
| --------- | ------- | ---- | ------------------------ | -------------------- | ---------- | ----- |
| 1.        | 4       | 4    | Leah Smith               | Estados Unidos       | 8:07,67    | Q,    |
| 2.        | 3       | 4    | Ashley Twichell          | Estados Unidos       | 8:16,08    | Q     |
| 3.        | 3       | 3    | Kiah Melverton           | Austrália            | 8:23,51    | Q     |
| 4.        | 4       | 2    | Olivia Anderson          | Canadá               | 8:24,65    | Q     |
| 5.        | 4       | 5    | Katinka Hosszú           | Hungria              | 8:25,00    | Q     |
| 6.        | 2       | 4    | Delfina Pignatiello      | Argentina            | 8:25,05    | Q     |
| 7.        | 3       | 2    | Zhang Yuhan              | China                | 8:25,33    | Q     |
| 8.        | 4       | 8    | Ariarne Titmus           | Austrália            | 8:25,85    | Q     |
| 9.        | 4       | 3    | Sharon van Rouwendaal    | Países Baixos        | 8:27,41    |       |
| 10.       | 4       | 7    | Celine Rieder            | Alemanha             | 8:28,50    |       |
| 11.       | 4       | 6    | Viviane Jungblut         | Brasil               | 8:29,58    |       |
| 12.       | 3       | 1    | Hannah Miley             | Reino Unido          | 8:30,96    |       |
| 13.       | 3       | 8    | Yuna Kikuchi             | Japão                | 8:33,06    |       |
| 14.       | 3       | 7    | Gaja Natlacen            | Eslovênia            | 8:34,59    |       |
| 15.       | 4       | 0    | Martina Elhenická        | Chéquia              | 8:34,60    |       |
| 16.       | 3       | 6    | Dong Jie                 | China                | 8:35,69    |       |
| 17.       | 3       | 9    | Diana Durães             | Portugal             | 8:36,08    |       |
| 18.       | 4       | 1    | Misato Iwanaga           | Japão                | 8:38,61    |       |
| 19.       | 4       | 9    | Julia Hassler            | Liechtenstein        | 8:39,95    |       |
| 20.       | 3       | 0    | Tamila Holub             | Portugal             | 8:41,46    |       |
| 21.       | 2       | 6    | Helena Moreno            | Costa Rica           | 8:44,01    |       |
| 22.       | 2       | 7    | Souad Nefissa Cherouati  | Argélia              | 8:45,40    |       |
| 23.       | 2       | 5    | Monique Olivier          | Luxemburgo           | 8:45,47    |       |
| 24.       | 2       | 3    | Benjaporn Sriphanomthorn | Tailândia            | 8:54,90    |       |
| 25.       | 2       | 8    | Nejla Karić              | Bósnia e Herzegovina | 8:57,87    |       |
| 26.       | 2       | 1    | Daniella van den Berg    | Aruba                | 8:58,72    |       |
| 27.       | 2       | 2    | Daniela Miyahara Coello  | Peru                 | 8:59,57    |       |
| 28.       | 1       | 4    | Rosalee Mira Santa Ana   | Filipinas            | 9:02,19    |       |
| 29.       | 1       | 5    | Gabriella Doueihy        | Líbano               | 9:03,93    |       |
| 30.       | 2       | 9    | Malavika Vishwanath      | Índia                | 9:12,08    |       |
| 31.       | 1       | 3    | Fatima Alkaramova        | Azerbaijão           | 9:25,50    |       |
| 32.       | 1       | 6    | Osisang Chilton          | Palau                | 10:15,29   |       |
| 33. !     | 2       | 0    | Talita Te Flan           | Costa do Marfim      | 99:99,99 ! | DNS   |
| 33. !     | 3       | 5    | Mireia Belmonte          | Espanha              | 99:99,99 ! | DNS   |

### Final
A final teve sua disputa realizada em 8 de dezembro. 
| Colocação         | Raia | Nome                | Nacionalidade  | Tempo   | Notas |
| ----------------- | ---- | ------------------- | -------------- | ------- | ----- |
| Medalha de ouro   | 4    | Leah Smith          | Estados Unidos | 8:10,17 |       |
| Medalha de prata  | 5    | Ashley Twichell     | Estados Unidos | 8:11,95 |       |
| Medalha de bronze | 3    | Kiah Melverton      | Austrália      | 8:16,51 |       |
| 4.                | 8    | Ariarne Titmus      | Austrália      | 8:17,95 |       |
| 5.                | 1    | Zhang Yuhan         | China          | 8:21,05 |       |
| 6.                | 7    | Delfina Pignatiello | Argentina      | 8:26,41 |       |
| 7.                | 6    | Olivia Anderson     | Canadá         | 8:30,16 |       |
| 8.                | 2    | Katinka Hosszú      | Hungria        | 8:36,76 |       |

Legenda
| Recorde mundial       | Recorde mundial (World record)               |                       | Recorde africano                      | Recorde africano (African) |                                           | Q | Classificado por posição (Qualified) |
| Recorde do campeonato | Recorde do campeonato (Championship record)  | Recorde da América    | Recorde da América (Americas)         | q                          | Classificado por melhor tempo (Qualified) |   |                                      |
| Melhor marca do ano   | Melhor marca do ano (World leading)          | Recorde asiático      | Recorde asiático (Asian)              | DNS                        | Não largou (Did not start)                |   |                                      |
| Recorde nacional      | Recorde nacional (National record)           | Recorde europeu       | Recorde europeu (European)            | DNF                        | Não terminou (Did not finish)             |   |                                      |
| Recorde pessoal       | Recorde pessoal do atleta (Personal best)    | Recorde da Oceania    | Recorde da Oceania (Oceania)          | DSQ / DQ                   | Desclassificado (Disqualified)            |   |                                      |
| Recorde da temporada  | Recorde da temporada do atleta (Season best) | Recorde sul-americano | Recorde sul-americano (South America) | NM                         | Sem marca (No mark)                       |   |                                      |